# 상표권특별사법경찰대 서울사무소
상표권특별사법경찰대 서울사무소는 위조상품의 제조, 유통, 판매에 대한 단속과 처벌을 강화하기 위해 설립된 대한민국 특허청 상표권특별사법경찰대 소속기관으로 서울사무소장은 5급 공무원으로 보한다. 서울특별시 강남구 테헤란로 131 한국지식재산센터빌딩 4~5층에 입주하고 있는 특허청 서울사무소 내에 위치하고 있다.

## 설립 근거
- 사법경찰권리의 직무를 수행할 자와 그 직무법위에 관한 법률
- 상표권특별사법경찰대 운영규정

## 연혁
- 2010년 9월 8일 상표권특별사법경찰대 발족

## 관할 구역[2]
- 서울특별시
- 인천광역시
- 강원특별자치도
- 경기도

## 주요 업무
- 관할 구역 내 자체 위조상품 단속계획 수립·시행
- 관할 구역 내 위조상품 관련 정보 수집 및 실태 조사
- 기타 상표권 보호와 관련하여 특허청장이 지시하는 사항

## 같이 보기
- 상표권특별사법경찰대 대전사무소
- 상표권특별사법경찰대 부산사무소